# Crimson Skies: High Road to Revenge
Crimson Skies: High Road to Revenge é um jogo eletrônico de ação e voo, desenvolvido pela FASA Studio e publicado pela Microsoft Game Studios para o Xbox. O jogo como o seu antecessor Crimson Skies para PC, é um jogo de arcade de voo voltado para a ação. Por exemplo, embora o jogo para Xbox tenha uma estrutura de missão mais aberta, ele oferece menos personalização de aviões do que o jogo para PC. Uma versão do Microsoft Windows foi planejada, mas foi cancelada.
Situado em uma década alternativa de 1930, em que o avião e o Zeppelin se tornam o principal meio de transporte, o jogo se concentra nas aventuras de Nathan Zachary, líder da gangue de piratas aéreos Fortune Hunters. Os jogadores assumem seu papel enquanto ele empreende uma cruzada para vingar a morte de seu velho amigo, “Doc” Fassenbiender.
O jogo foi originalmente anunciado em março de 2002 para lançamento naquele outono. Os desenvolvedores adiaram a data de lançamento para dar tempo de reformular o jogo. Como resultado desta revisão, que atrasou a publicação do jogo para outubro de 2003, vários problemas foram resolvidos e novos recursos adicionados, principalmente a adição do suporte ao Xbox Live. Criticamente, o jogo foi muito bem recebido, principalmente por seus gráficos, áudio, jogabilidade e recursos do Xbox Live.

## Jogabilidade

O jogador, na aeronave Devastator padrão, atira em um caminhão de armas. Da esquerda para a direita no HUD do jogo estão medidores de saúde, munição e especiais, dinheiro em mãos e um visor de radar.

High Road to Revenge é um jogo de combate baseado em voo: durante a maior parte do jogo, o jogador controla uma aeronave a partir de uma perspectiva de terceira pessoa. É um jogo de voo arcade em oposição a um simulador de voo; a física é relaxada, os controles são simplificados e as decolagens e pousos são completamente automatizados. O líder do projeto, Jim Deal, explicou que Crimson Skies foi construído em torno de um design de arcade para tornar o jogo fácil de aprender e para colocar seu foco na ação em vez da física do voo.
existem mais de doze caças jogáveis em céus vermelhos: High Road to Revenge, incluindo aviões disponíveis para download no Xbox Live. Cada aeronave tem suas próprias classificações de velocidade, manobrabilidade, blindagem e um layout de armas distinto. Metralhadoras e canhões, que servem como armas primárias, possuem munição ilimitada, mas podem superaquecer temporariamente. Os caças também são equipados com armas secundárias de munição limitada, exemplos dos quais incluem foguetes magnéticos, canhões pesados e uma bobina de Tesla.
De acordo com a natureza arcade do jogo, a armadura e a munição secundária da aeronave do jogador podem ser reabastecidas voando para caixas de saúde e munição, que são derrubados por inimigos destruídos e espalhados pelo terreno.  Os desenvolvedores também adicionaram manobras especiais, como o barril roll e o Immelmann, que o jogador pode realizar durante o voo através da manipulação dos manípulos analógicos. O uso dessas façanhas é controlado por um "medidor especial" que recarrega com o tempo durante o jogo.
High Road to Revenge dá ao jogador a capacidade de sair do avião atual durante o jogo e comandar aeronaves adicionais no solo. O jogador também tem a capacidade de assumir o controle de posições fixas de armas, momento em que a câmera muda para uma visão em primeira pessoa.  Os tipos de torre incluem metralhadoras, canhões antiaéreos e lançadores de foguetes. Eles são encontrados na maioria dos mapas do jogo, embutidos no terreno ou montados em veículos como os Zeppelins.

### Campanha Single-player
O modo single-player do jogo tem quatro configurações de dificuldade e abrange vinte níveis. O jogador tem acesso a dez aeronaves durante a campanha; O jogador começa com um disponível, podendo adquirir outros roubando-os durante algumas fases da campanha. A maioria das embarcações jogáveis pode ser atualizada uma vez – cada uma usando dinheiro e fichas de atualização encontradas ou concedidas durante as missões. High Road to Revenge, no entanto, carece dos recursos de personalização de aeronaves presentes no jogo Crimson Skies para PC. O designer José Perez III posteriormente lamentou o sistema de atualização do jogo, opinando a favor daquele presente no jogo para PC.
Vários níveis do jogo são estruturados de forma semelhante às missões de mundo aberto da Serie Grand Theft Auto. Nessas fases, as missões são representadas por ícones localizados ao longo do mapa do jogo. O jogador inicia uma missão voando até um desses ícones; Os eventos da missão então se desenrolam no mesmo ambiente. Um conjunto predeterminado de missões de história avança o enredo do jogo durante esses níveis. Além de realizar missões baseadas em histórias, o jogador pode explorar a área, roubar aeronaves adicionais, completar missões opcionais, saquear aeronaves neutras ou participar de corridas aéreas. Essas ações podem render ao jogador dinheiro, que é necessário para usar estações de reparos ou para atualizar a aeronave do jogador.

### Multijogador e Xbox Live
Multijogador em Crimson Skies: High Road to Revenge está disponível em tela dividida em um console para até quatro jogadores. O modo multijogador para até dezesseis jogadores também está disponível via System Link e Xbox Live. No último modo, dois jogadores podem jogar em uma conta Xbox Live via tela dividida.
Os seguintes modos multijogador estão disponíveis para o jogo imediatamente: 
- Dogfight: e um modo mata mata, no qual os jogadores ganham pontos por abater inimigos.
- Flag Heist: um modo capturar a bandeira (CTF) em que o objetivo é capturar uma bandeira da base de um time inimigo e devolvê-la à sua própria.
- Keep Away: um modo em que o objetivo é capturar e manter um artefato (item do jogo) por um determinado período de tempo.
- Wild Chicken: e uma variante do mata mata e CTF em que pontos são ganhos por matar inimigos ou por devolver uma "galinha selvagem" (item do jogo) à base de uma equipe.[7]

A classificação online de um jogador em High Road to Revenge é determinada por seu histórico de vitórias ou derrotas, de acordo com o sistema de pontuação do Xbox Live do Crimson Skies. O sistema de pontuação foi projetado para permitir que os jogadores ganhem mais pontos abatendo inimigos de classificação mais alta ou vencendo jogos contra equipes mais poderosas. O sistema de pontuação também credita os jogadores que completam as partidas, com o objetivo de punir os jogadores que "desistem" de uma partida online que estão perdendo.
Além disso, a Microsoft lançou conteúdo para download gratuito para o jogo durante 2003 e 2004 via Xbox Live. Este conteúdo adicional inclui novos aviões, mapas de jogo multijogador, bate-papo por voz e os dois modos de jogo multijogador a seguir:
- Chicken Pox: uma variante de Dogfight e Wild Chicken em que galinhas são usadas como power-ups.
- Gunheist: um modo no objetivo é que os jogadores tomem e mantenham o controle das armas AA do território.[14]

## Trama

### Contexto

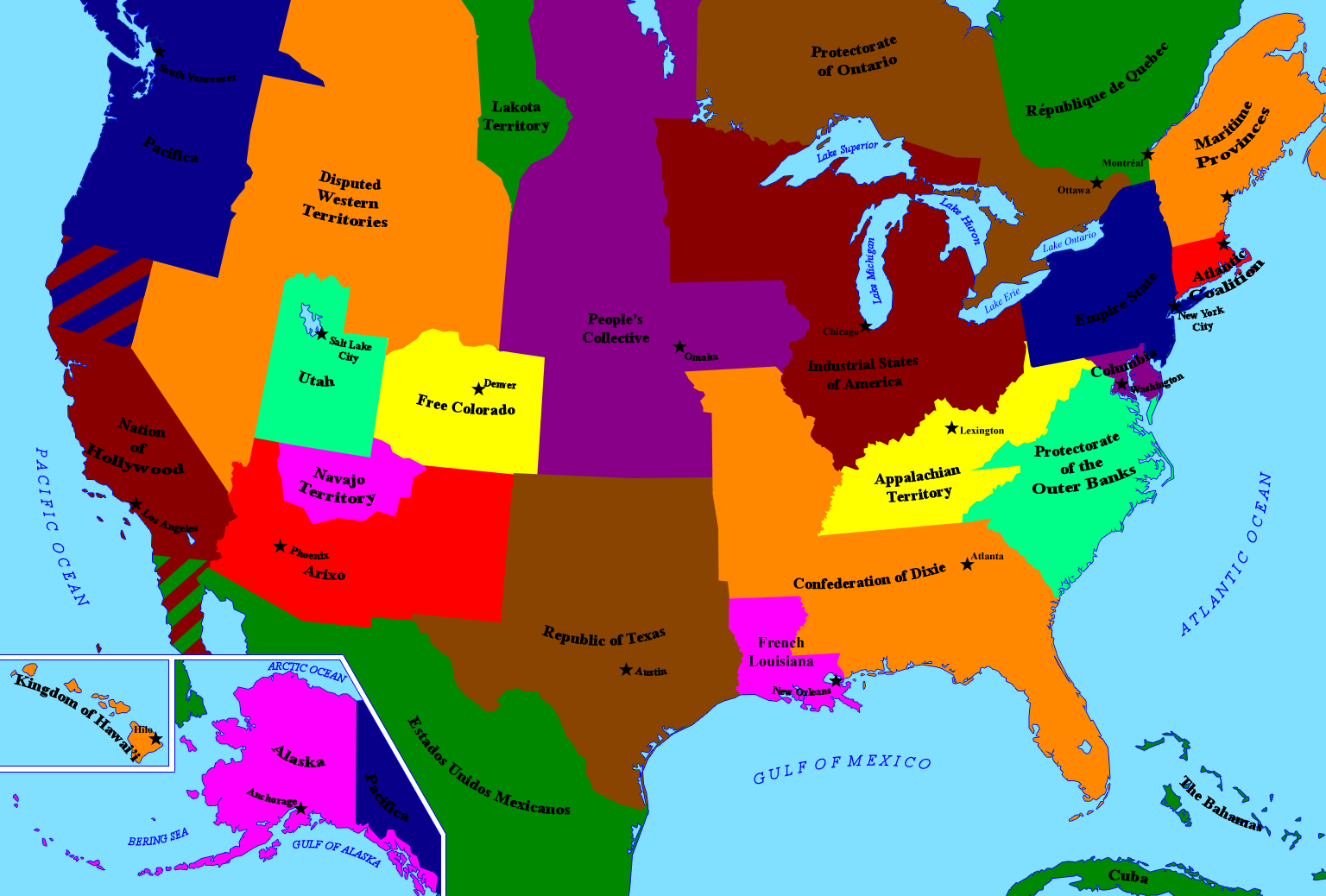
América do Norte no universo Crimson Skies.

O jogo se passa no universo de Crimson Skies, ambientado em uma história alternativa da década de 1930. Neste cenário fictício, o aumento do seccionalismo dentro dos Estados Unidos fez com que o país se dividisse em numerosas soberanias, enquanto na soberania do sul, a escravidão foi reinstituída e foi um grande problema.  impulsionador do conflito entre os estados-nação estabelecidos, resultando em um constante estado de guerra entre si e, portanto, um sistema de rodovias interestaduais nunca se desenvolveu.  Isso, por sua vez, fez com que o principal meio de transporte passasse do carro e do trem para o avião e o Zeppelin; conseqüentemente, veio a formação de gangues de piratas aéreos que saqueiam o comércio aéreo na América do Norte.
Como resultado dos eventos que cercam o mundo de Crimson Skies, os avanços tecnológicos no universo do jogo ocorreram em um ritmo mais rápido do que realmente ocorreu na mesma época. Certos designs e tecnologias foram criados especificamente para o jogo, alguns além do escopo da tecnologia real da década de 1930, exemplos incluem lançadores de foguetes controlados remotamente, foguetes magnéticos, dispositivos de controle climático e uma arma semelhante a bobina de Tesla. As aeronaves do jogo foram projetadas para serem fiéis à época, mas únicas, com alguns modelos inspirados em aeronaves da época real ou em projetos experimentais da Luftwaffe. O diretor de arte Robert Olson afirmou que sua equipe enfrentou desafios no desenvolvimento de conteúdo que "se adequasse ao cenário do tempo" e também fosse "fantástico e verossímil", principalmente no design dos chefes do jogo.
O jogo se passa em quatro regiões situadas na América do Norte e do Sul. Sea Haven é uma ilha na nação de Hollywood; é um refúgio para vários grupos piratas, mas a milícia de Hollywood tenta desenraizar os invasores. Arixo é um estado-nação desértico, formado a partir dos remanescentes do Arizona e do Novo México.  Devido às suas extensões vastas, desoladas e sem lei, Arixo tornou-se um refúgio para atividades de bandidos. A Nação Navajo é um refúgio isolacionista e militante para as tribos Navajo, Nativos Americanos que abrange o território dos antigos estados do Arizona, Novo México, Utah e Colorado. Chicago continua sendo uma cidade industrial, enquanto a "Cidade Perdida" é um complexo de ruínas antigas localizadas nas profundezas da América do Sul. Ao projetar muitos desses ambientes, os desenvolvedores usaram inspiração em locais do mundo real, mas os reformularam para incorporar espaços de voo de acordo com o universo Crimson Skies. Por exemplo, Chicago foi significativamente redesenhada para High Road to Revenge com a adição de avenidas para comércio aéreo entre seus arranha-céus e áreas de pouso dentro dos próprios edifícios.

### Personagens
O personagem do jogador é Nathan Zachary (dublado por Tim Omundson), líder da gangue de piratas aéreos Fortune Hunters. O personagem de Nathan Zachary foi redesenhado a partir de seu papel anterior no jogo para PC Crimson Skies, redefinido pelo tom mais sombrio de High Road to Revenge em comparação com o tom "campy" e "pulpy" estabelecido em o jogo para PC. O personagem de Zachary também foi modificado para ter uma série de falhas e fraquezas além de seus pontos fortes. Ele é descrito como tendo um senso de humor seco e também é retratado como um personagem um tanto imprudente. No geral, os desenvolvedores queriam manter que Zachary não “nasceu herói” e, em vez disso, foi forçado a se tornar um como resultado de circunstâncias extraordinárias.
Outros membros dos Fortune Hunters incluem a companheira de Zachary, "Brooklyn" Betty Charles;  e "Big John", que comanda a base Zeppelin dos Fortune Hunters, Pandora.  Mais tarde se junta a eles a aventureira Maria Sanchez, dona de um posto de combustível em Arixo. Outro aliado dos Fortune Hunters é "Doc" Fassenbiender, um cientista que desenvolveu novas tecnologias para o grupo pirata e é amigo próximo de Nathan Zachary.
A oposição aos Caçadores de Fortunas inclui gangues de piratas rivais, como os Ragin' Cajuns, liderados por Louis "Wild Card" Thibodeaux;  e a Legião Caveira Vermelha, liderada por Jonathan "Genghis" Kahn. O principal antagonista do jogo é o Dr. Nicholas Von Essen, um expatriado alemão e líder do Die Spinne (alemão, "The Spider"), uma força de milícia fascista. O jogo originalmente apresentava um elenco maior de personagens na tela e um desenvolvimento de personagens mais abundante. Estes, no entanto, foram removidos quando o conceito de "filme jogável" do jogo foi descartado.

### Enredo
Crimson Skies: High Road to Revenge começa na manhã seguinte a Nathan Zachary (Tim Omundson), o líder dos piratas aéreos "Fortune Hunters", jogou fora seu avião de combate "Gypsy Magic" (um Hughes Devastator) e seu zepelim pirata, o Pandora, para o  Ragin' Cajuns, um bando rival de piratas aéreos. Thibodeaux (Jimmie Woods), o líder dos Cajuns, tenta reivindicar o lutador e o Zeppelin de Zachary;  Nathan, porém, com a ajuda de Betty, outra integrante dos Fortune Hunters, consegue recuperar os dois. Nathan e sua tripulação têm outro desentendimento com os Ragin Cajuns quando Thibodeaux rouba o avião de Betty, o que leva Nathan a destruir sua gangue de piratas. mais tarde, Nathan recebe um pedido de socorro do velho amigo de Nathan, Dr.  fassenbiender (neil ross), que relata uma invasão em seu laboratório.  ele informa a Nathan o que acredita ter sido o alvo da tentativa de roubo: seus planos de construir uma turbina eólica, dispositivo capaz de gerar tempestades artificialmente.  Ele avisa Nathan sobre Von Essen (Charles Dennis), um cientista que tentou, sem sucesso, projetar uma turbina eólica para uma super arma alemã no início da Grande Guerra. Suspeitando que Von Essen estava por trás da invasão, Doc confia a Nathan os esquemas da turbina.
Nathan e os Caçadores de Fortunas, com a ajuda de um capitão de navio pirata, destroem a base oculta dos "Cavaleiros de Hollywood", uma milícia dirigida pela "Nação de Hollywood" dedicada a impedir a Pirataria do Céu nas terras vizinhas. Eles então recebem um pedido de socorro de Doc, que relata estar sob ataque. Quando Nathan e os Fortune Hunters retornam ao laboratório de Fassenbiender, eles o encontram sob ataque de Die Spinne, um grande grupo de aviões com armamento avançado. Eles destroem o Zeppelin do grupo atacante, causando sua queda. Embora repelam a ameaça, eles descobrem que os atacantes ainda conseguiram matar o Doutor.  Nathan, junto com Betty (Tasia Valenza), Big John (Wally Wingert) e os outros Caçadores de Fortunas, embarca em uma campanha para encontrar os responsáveis e levá-los à justiça." Ele e os Caçadores de Fortunas viajam para Arixo em busca de uma mina que produza titânio, único material que poderia ser usado para construir a turbina eólica; lá, eles esperam obter pistas sobre a identidade do assassino de Doc. During his search, Nathan encontra Maria (Nika Futterman), que concorda em levá-lo à mina de titânio com a condição de que ela possa se juntar aos Caçadores de Fortunas. Eles se deparam com um bloqueio na estrada, pois para chegar à mina devem atravessar a Nação Navajo, que teve suas fronteiras fechadas. Os Fortune Hunters recuperam uma estátua sagrada e a devolvem aos Navajo como uma demonstração de boa vontade.  Nathan também passa em três testes estabelecidos pelos Navajo para provar seu valor.  Juntos, todos eles continuam até a mina e descobrem que a operação de mineração é controlada pela Red Skull Legion, liderada por um homem chamado Khan, que Nathan conhece pessoalmente. Nathan então prossegue destruindo os Red Skulls e um verme mecânico gigante criado por Die Spinne.
sabendo que os crânios vermelhos estão trabalhando com o spinne, os caçadores de fortunas seguem para Chicago, que é a base dos crânios vermelhos. quando Nathan vai confrontar Kahn, ele e Betty são atacados. Betty é capturada e Nathan escapa em um avião de caveira vermelha sequestrado. Nathan e os caçadores de fortunas se aliam aos Decarlos, uma gangue de piratas que luta contra Kahn por Chicago. Após vários confrontos com os crânios, Nathan resgata Betty e confronta Kahn (keith szarabajka) sobre sua conexão com von essen. Kahn revela a Nathan que fez um acordo com Die Spinne: em troca do titânio, Die Spinne o ajudaria a destruir os DeCarlos, mas Von Essen voltou atrás no acordo e começou a usá-lo para coletar informações. Kahn também revela que Die Spinne está se preparando para atacar Chicago. Unindo forças, os Fortune Hunters e os Red Skulls derrotaram com sucesso a força de invasão de Von Essen. Durante a celebração da vitória que se seguiu, no entanto, Maria trai Nathan e rouba a planta da turbina eólica de Doc.
Os Fortune Hunters rastreiam os movimentos de Maria em direção ao sul, até uma "Cidade Perdida" na América do Sul, que eles identificam como a principal base de operações de Von Essen. Nathan se infiltra na base e lá testemunha Maria e Von Essen se desentendendo, após o que Von Essen a mata. Segue-se então um tiroteio entre Nathan e Von Essen, durante o qual Von Essen revela seu plano de usar o Starker Sturm - sua arma de turbina eólica completa - para forçar Chicago e, eventualmente, toda a América do Norte sob seu domínio fascista. Von Essen ativa explosivos ocultos, fazendo com que o esconderijo desmorone. Nathan escapa, mas o Pandora é danificado pelos destroços da explosão e Von Essen escapa. Depois de consertar o Pandora, Nathan e os Fortune Hunters retornam a Chicago e o encontram já sitiado por Die Spinne. Os Fortune Hunters e os Red Skulls mais uma vez unem forças para impedir a invasão. Von Essen então aparece no Starker Sturm e começa a atacar as estruturas comerciais e governamentais vitais de Chicago.  Nathan destrói as turbinas de energia das máquinas de guerra, fazendo-as explodir, matando Von Essen na explosão que se seguiu. Quando o jogo termina, Khan convida Nathan e os Fortune Hunters para uma festa de comemoração, dizendo que ligará antes e pedirá que coloquem as bebidas no gelo. Lembrando como toda a provação começou, Nathan recusa, dizendo que vai ficar um tempo longe das mesas de jogo.

## Mercadoria
Em outubro de 2002, Del Rey publicou o livro paperback do mercado de massa Crimson Skies como uma ligação oficial ao jogo Xbox. O livro não é uma prequência do jogo Xbox; em vez disso, oferece a história de fundo do mundo de Crimson Skies e também detalha as aventuras de três dos personagens principais da série na forma de três contos (os dois primeiros foram publicados anteriormente no site Crimson Skies):
- Paladin Blake and the Case of the Phantom Prototype por Eric Nylund
- The Manchurian Gambit por Michael B. Lee
- Bayou Blues por Nancy Berman e Eric S. Trautmann

publicado um ano antes da data de lançamento final de Crimson Skies: High Road to Revenge, o livro contém diversas inconsistências com a versão final do jogo. Embora anunciado como uma ligação com o jogo, vários personagens principais e aeronaves proeminentes do livro não aparecem em High Road to Revenge.

Os personagens principais que aparecem na história, mas não no jogo do Xbox, incluem Paladin Blake (Paladin Blake e o Caso do Protótipo Fantasma) e Jack Mulligan (Bayou Blues). As aeronaves que aparecem no livro, mas não no jogo, incluem o Warhawk (pág. 73), o Defender (pág. 200) e o Raven (pág. 234).  Muitos desses personagens e aeronaves foram, no entanto, apresentados no jogo para PC Crimson Skies.

Além disso, o livro contém uma referência a um "Cassino Zeppelin," que foi apresentado uma versão demo do jogo na E3 2002.
A trilha sonora do jogo foi posteriormente lançada separadamente do jogo pela gravadora Sumthing Else Musicworks. A trilha sonora contém dois discos - um CD com 54 faixas do jogo e um DVD contendo Dolby Digital 5.1, som surround e mixagens do trailer do jogo e duas peças da trilha sonora.

## Recepção
O jogo recebeu "críticas geralmente favoráveis" de acordo com o site Metacritic. No Japão, onde o jogo foi portado para lançamento em 20 de maio de 2004, Famitsu deu-lhe uma pontuação de um nove, dois oitos e um sete para um total de 32 de 40.
GameSpy descreveu-o como "um dos jogos mais divertidos e, o que é mais importante, único para entrar em cena em algum tempo". Os gráficos do jogo foram muito bem recebidos pelos críticos; dignos de nota foram as explosões do jogo, longa distância de desenho, modelos de avião fantásticos, e ambientes grandes e abertos. Os críticos escreveram favoravelmente sobre o áudio do jogo, aplaudindo a forte dublagem bem como sua música de fundo fanfarrão e aventureira. Os revisores elogiaram a apresentação do jogo, destacando a contribuição do visual e do áudio do jogo para o estilo e atmosfera do jogo.
Game Informer e GameSpot elogiou o esquema simplificado de controle de arcade do jogo, observando a facilidade com que é possível aprender o jogo em comparação com outros jogos de voo. No entanto, a IGN observou que a jogabilidade atrairia mais jogadores casuais do que fãs de simulador de voo. Os revisores também elogiaram o design da missão do jogo, com a revista Edge afirmando que "a estrutura da missão é surpreendentemente aberta" e que a capacidade de utilizar torres estacionárias "adiciona um aspecto estratégico muito necessário para combater e apimentar o jogo online imensamente".
A campanha single-player do jogo foi geralmente bem recebida, em parte porque os críticos acharam suas "missões de escolta" menos frustrantes do que as de outros jogos de voo. e parcialmente devido à sua profundidade em comparação com títulos semelhantes do Microsoft Game Studio. Os críticos aclamaram mais notavelmente High Road to Revenge por seus recursos na Xbox Live, muitos descrevendo o componente online como o melhor recurso do jogo. IGN disse que "a liberdade de voar [...] em qualquer direção e liberar toneladas de poder de fogo contra oponentes humanos vai querer fazer você abraçar sua assinatura do Xbox Live", e elogiou elementos como a capacidade do jogo para partidas de 16 jogadores e a qualidade do conteúdo para download.
Embora o Xbox Nation também tenha aprovado a jogabilidade voltada para a ação do jogo, o site criticou a "mecânica esfarrapada de 'favores para todos'" em torno das missões, observando que o jogador é sempre forçado a realizar "tarefas" para outros personagens do jogo. GameSpy notou que o jogo tinha "alguma repetitividade".  IGN desaprovou a tela de seleção de avião não descritiva do jogo, que não informa ao jogador o carregamento de armas de um avião. O site também menosprezou o sistema de atualização do jogo, que foi descrito como "árido e sem imaginação" em comparação com o recurso de personalização de avião no jogo Crimson Skies para PC.
O jogo não foi considerado um título mais vendido no Xbox. O jogo tinha uma proporção de anexação de software para hardware de cerca de um por cento e é considerado um "clássico cult".
GameSpot o nomeou o melhor jogo de Xbox de outubro de 2003.
O jogo foi premiado como "Jogo de ação/aventura para console do ano" pela Academy of Interactive Arts & Sciences durante o 7º Annual Interactive Achievement Awards (agora conhecido como D.I.C.E. Awards).

## Prêmio
| Ano  | Academia        | Prêmio                                    | Resultado |
| ---- | --------------- | ----------------------------------------- | --------- |
| 2004 | D.I.C.E. Awards | Console Action/Adventure Game of the Year | Vencedor  |